# Anton Heinz
Anton Heinz (7. června 1814 Opava – 12. dubna 1883 Opava) byl rakouský právník a politik německé národnosti ze Slezska, v 2. polovině 19. století poslanec Říšské rady a starosta Opavy.

## Biografie
Pocházel ze zámožné opavské řeznické rodiny. Vystudoval opavské gymnázium a práva na Františkově univerzitě v Olomouci. Od roku 1848 působil jako advokát v Opavě. Byl členem advokátní komory a zasedal v jejím představenstvu. V období let 1864–1867 zastával funkci jejího prezidenta. V roce 1868 se stal náměstkem starosty města a po nových volbách se roku 1869 stal starostou Opavy. Za jeho úřadování prodělalo město rozvoj, proběhla výstavba železničního spojení s Krnovem, Bruntálem a Olomoucí. Byl postavena kanalizace, vydlážděny chodníky a došlo k rozvoji pouličního osvětlení. Starostou byl do roku 1873, pak ale až do smrti zasedal v městské radě.
Byl též poslancem Slezského zemského sněmu a členem zemského výboru. Byl rovněž poslancem Říšské rady (celostátního parlamentu), kam usedl v prvních přímých volbách roku 1873 za kurii měst a obchodních a živnostenských komor ve Slezsku, obvod Opava. V roce 1873 se uvádí jako advokát, bytem Opava. Zastupoval tzv. Ústavní stranu, která byla liberálně, provídeňsky a centralisticky orientována. V jejím rámci představoval roku 1873 staroněmecké křídlo. Český tisk ho v nekrologu ocenil jako jednoho z mála umírněných politiků Ústavní strany ve Slezsku.
Zemřel v dubnu 1883 na srdeční selhání.